# Dust (I Love You but I've Chosen Darkness)
Dust è il secondo album in studio del gruppo musicale statunitense I Love You but I've Chosen Darkness, pubblicato il 24 ottobre 2014 dalla Secretly Canadian.

## Tracce
Testi e musiche degli I Love You but I've Chosen Darkness.
1. Faust – 4:16
2. Stay Awake – 4:08
3. Heat Hand Up – 3:33
4. Safety – 3:01
5. Come Undone – 5:20
6. Walk Out – 3:39
7. You Are Dead to Me – 3:39
8. 69th Street Bridge – 4:44
9. The Sun Burns Out – 5:03
10. WAYSD – 4:11

## Formazione
Gruppo
- Christian Goyer – voce, chitarra
- Edward Robert – basso
- Ernest Salaz – chitarra
- Timothy White – batteria, percussioni
- Daniel Del Favero – chitarra

Produzione
- Paul Barker – produzione, missaggio
- P. Salick – copertina